# Gliophorus lilacinoides
Gliophorus lilacinoides är en svampart som beskrevs av E. Horak 1973. Gliophorus lilacinoides ingår i släktet Gliophorus och familjen Hygrophoraceae.   Inga underarter finns listade i Catalogue of Life.